# Šiprage
Šiprage (szerbül: Шипраге), falu Kotor-Varoš községben, Bosznia-Hercegovina északnyugati részén, az Vrbanja folyó partján.  A Boszniai Szerb Köztársaság egyik települése.

## Fekvése
A település Bosznia-Hercegovina északi részén, Banja Lukától légvonalban 45, közúton 63 km-re délkeletre, községközpontjától légvonalban 22, közúton 31 km-re délkeletre, a Vrbanja két partján, a Demička-folyó torkolatánál, és a környező dombokon, 500-850 méteres tengerszint feletti magasságban fekszik. Áthalad rajta az R-440-es regionális út, mely Obodniknál kapcsolódik az M-4-es (Banjaluka – Kotor-Varoš – Teslić – Matuzići) főúthoz. Matuzićiban található az M17-es autópálya felhajtója.
A település központja egy elágazó völgyben (Vrbanja és mellékfolyói mentén), több hegygerinc között található: északkeleten Šipráško brdo (Glavić csúcs, 950 m), délen Jasik (769 m), délkeleten a Šahinovina - Stražbenica komplexum (848 m), nyugaton Radohova, északnyugaton a Borčići (799 m) Hrastikkal együtt határolja. A település határa a Vrbanja és mellékfolyói mentén mintegy három kilométer hosszan és két kilométer szélesen terül el. Gazdag ivóvízforrásokban, amelyek közül az egyiket (Crkvenica mellett) a helyi vízellátó hálózat ellátására használták. Magában a faluban ömlik a Vrbanjébe jobbról: a Musić potok, a Crkvenica, a Bakin potok és a Borčićki potok, balról pedig Ćorkovac, a Zagradinski potok és a Demićka.

## Állat és nyövényvilág
A Šiprage-völgyben és a környező lejtőkön, a Vrbanja folyó és mellékfolyói mentén szántóterületek, a magaslatokon pedig lomb- és tűlevelű vegyes erdősávok találhatók, amelyeket tölgy, bükk és gyertyán, lucfenyő, fenyő, valamint fehér- és feketefenyő jellemez. Ezeken az ökoszisztémákon, hegyi réteken nagy- és kisvadak élnek (medve, vaddisznó, farkas, róka, nyúl, őz, borz, nyest (arany nyest, fehér nyest), mókus és menyét, sündisznó stb.). A megfelelő vegetációs zóna élőközösségeinek életterét legelők, bozótosok, vízgyűjtők képezik. A Vrbanja-medence már Obodniktól felfelé, egészen a felső folyásában lévő Tomina Lukáig a lazacos vizekhez tartozik. A pénzes pér és újabban a sebes pisztráng azonban fokozatosan eltűnik. A pénzes pér az 1970-es években teljesen eltűnt, és a pisztráng fennmaradását is számos természeti és antropogén tényező veszélyezteti. Ez különösen vonatkozik a 2000-es évek szélsőséges özönvízszerű esőzéseire, valamint az irracionális halászatra, valamint az iszappal és az erdészeti erőforrások kiaknázásának másodlagos melléktermékeivel való szennyezésre. A halállományok kimerülését rendszeres telepítéssel próbálják kompenzálni, ami viszont megkérdőjelezi a helyi lakosság őshonosságát, még a Vrbanja folyó és mellékfolyóinak eredetében is.

## Éghajlata
Šiprage éghajlata mérsékelt-kontinentális, négy különböző évszakkal: tavasz, nyár, ősz és tél. A környező dombokon hegyvidéki és hegyaljai. A hőmérséklet és a csapadék éves ingadozása viszonylag nagy, de hosszú távon stabil.

## Népesség
| Šiprage Összesen 2013: 788 |              |              |              |
| Év lista                   | 1991.        | 1981.        | 1971.        |
| Bosnyákok                  | 745 (78,25%) | 711 (60,10%) | 422 (51,33%) |
| Szerbek                    | 168 (17,64%) | 320 (27,04%) | 370 (45,01%) |
| Horvátok                   | 1 (0,10%)    | 6 (0,50%)    | 0            |
| Jugoszlávok                | 32 (3,36%)   | 136 (11,49%) | 21 (2,55%)   |
| Egyéb’’’                   | 6 (0,63%)    | 10 (0,84%)   | 9 (1,09%)    |
| Összesen                   | 952          | 1 183        | 822          |

- 1931, 1953: Község Šiprage

+ Terület Šiprage

## Története
Az írott források szerint a Vrbanja völgyében az első települések a neolitikumból származnak. Ezt a területet azután az i. e. 4. században illírek lakták. Az ókor végén az Orbász, a Vrbanja és a Szana völgyét a maezei illír törzs (maezaei, maizaioi, mazaioi) lakta. Az illírek közel egy évszázados ellenállása után az 1. században ezt a térséget is elfoglalták a rómaiak, akik fokozatosan elnyomták az illíreket és asszimilálták őket. Besorozták őket a hadseregükbe, köztük a haditengerészetbe. Ebből az időszakból több lelőhely is utal római épületekre. Vjenceslav Radimski úgy vélte, hogy Šipragében is lehetett egy nagyobb római település. A „fekete királynő” a Vlašić hegyeiből való szökéséről sok legenda maradt fenn az emberek között.
Szökésének állítólagos iránya egybeesik a római utak útvonalával, amelyek mára elhagyatottan vagy bozóttal benőtten merültek a feledésbe. A római település létezését régészeti leletek is alátámasztják. A Crkvina nevű lelőhelyen egy késő római bazilika és egy a 2. és 4. század között virágzott nagyméretű római település maradványi találhatók. A római építőanyag mintegy egy hektáros területen található meg.
A délszlávok csak a 7. században telepedtek le a Vrbanja völgyében, ahol a többség a rómaiakkal keveredett illír bennszülött volt. A bennszülöttekkel keveredve utódaik a modern korig megmaradtak. A Balkán elszlávosítása a 10. században fejeződött be, és létrejöttek az első délszláv államok, köztük az első boszniai állam. A község területén talált večići és šipragei travertin stećak sírkövek egy óboszniai településről tanúskodnak (legkésőbb a 12. századból). A legközelebbi stećak sírkövekkel rendelkező középkori temető Večići nekropolisza volt, mely a Trzan-hegyen található, ahol állítólag egykor Szent Illés bogumil temploma állt.
A dukljai pap krónikája szerint a 12. század közepén Boszniában volt többek között Uskoplje, Pljeva és Luka plébánája. Az első írásos dokumentumok a Vrbanja völgyében lévő településekről 1322-ből, 1323-ból és 1412-ből származnak. II. István bosnyák bán (1322–1353) oklevele szerint Danica és Vrbanja plébániáit Ključ és Kotor városokkal együtt 1322-ben Vukosav Hrvatinić kapta tulajdonába, miután az segítette a bánt a hatalom átvételében a Babonićokkal vívott konfliktusban. Később, 1404-ben ezt a feudális birtokot kibővítette Hrvoje Vukčić Hrvatinić, aki Donji Kraj (az Orbásztól a Szanáig húzódó terület) urának titulálta magát, melyhez Vrbanja völgye is tartozott. A magyar királyok ugyan megpróbálták meghódítani Boszniát (mint I. Lajos magyar király), de annak erős ellenállása miatt nem jártak sikerrel,. Végül 1411-ben Zsigmond magyar király hivatalosan is elismerte Hrvoje Vukčić Hrvatinićet (aki Kotorban és Jajcán uralkodott) Donji Kraji birtokosának. Abban az időben Kotor és Zvečaj városok (Tijesno közelében, Banja Luka mellett) stratégiai jelentőséggel bírtak a boszniai állam védelmében. Az oszmán hódítás során a Večić-mezőn nagy csata zajlott, amelyben az oszmánok megütköztek a boszniai erőkkel, akik visszavonultak a fölényben levő ellenség elől.
Ismeretes, hogy a Vrbanja-völgyet és közigazgatási központját, a középkori Kotor várát az oszmánok mindössze 56 évvel Bosznia eleste (1463) után, 1519-ben foglalták el, majd Huszrev bég vezetésével 1521-ben meghódították Banja Lukát is. A Vrbanja völgyében történtekről az oszmán korból a nemzedékről nemzedékre történő szóbeli átvitel kivételével nagyon kevés információ áll rendelkezésre. Ismeretes azonban, hogy abban az időszakban a Vrbanja völgye a Kobaši kapitánysághoz tartozott, amelynek székhelye az annektálás előtt Kotor (Kotorgrad, mai Kotor-Varoš) volt. A völgyben található népszámlálási helyek jelenlegi nevükön 1889-ben, Bosznia-Hercegovina 1878-as annektálása után, az osztrák-magyar kormány által végrehajtott népszámlálás után kerültek először említésre.
A muszlim lakosságú település 1878-ig tartozott az Oszmán Birodalomhoz, ekkor a berlini kongresszus határozata alapján az Osztrák-Magyar Monarchia része lett. 1879-ben az első osztrák-magyar népszámlálás során a Jajcai járáshoz és Imljane községhez tartozó településnek 6 háztartása és 64 muszlim lakosa volt.  1910-ben a Kotor Varoš-i járáshoz és Prisočka községhez tartozó tartozó településen 21 háztartást, 135 muszlim és 4 római katolikus lakost találtak. Az osztrák-magyar hatóságok kiterjedt erdei (keskeny nyomtávú) forgalomhálózatot építettek ki a Vrbanja medre és mellékfolyói mentén. Elsődleges céljuk az volt, hogy Bosznia-Hercegovina tartományi kormányának közvetítésével fokozzák az erdei erőforrások és más természeti erőforrások kiaknázását. A vasút Kotor-Varoš felől érkezett, majd Šiprage térségében többfelé ágazott el. A Demićka mentén haladt a Dunić stijena lábáig (825 m) és a Crkvenica mentén Gričig (823 m) haladt. Kruševo Brdo felől a vasút két ága ment a Vrbanja és a Bobovica mentén. Az útvonal a Vrbanja folyó mentén, Čudnićiból Bobovicán keresztül Čekrkóba vezetett, majd (a Šepirice és Jasen közötti szurdokban) Riječicébe (1300 m) ment. A Bobovica menti ág (Čekrkóig) Bobovice falun haladt keresztül, majd Palika és Pašinac között Srebreni brdóig (Meokrnje felé), azaz a Krna-patak torkolatáig (921 m) haladt. A leszerelt és megszüntetett vasutak nyomvonalain később számos Šiprage környéki falu épített helyi utakat. Az első világháború megtizedelte Šiprag férfi lakosságát. Többségük a háborúban elpusztult vagy fogságba került, ahonnan csak kevesen tértek vissza. A monarchia szétesésével 1918-ban előbb a Szerb-Horvát-Szlovén Királyság, majd 1929-től a Jugoszláv Királyság része lett. Az 1929-es törvény értelmében, amikor Bosznia-Hercegovinát négy banovinára, Drinskára, Vrbaskára, Zetskára és Primorskára osztották, a település a Vrbaska banovina része lett, amelynek székhelye Banja Luka volt.
Jugoszlávia megszállása után a Független Horvát Állam (NDH) része lett. A második világháború alatt Šiprage több partizán egység erős fellegvára és menedéke volt, köztük a 12. hadosztály kórházának (a Demićka-szorosban). Šiprage térségében a háború legelején több helyi partizán különítmény működött, amelyek később csatlakoztak az érkező nagyobb alakulatokhoz. A Független Horvát Állam uralmának megjelenésével Šipragében és Maslovaréban erős csendőregységek állomásoztak, így az ellenállási mozgalom hívei a település kevésbé megközelíthető részein csatlakoztak a feltörekvő hasonló gondolkodású csoportokhoz. 1941 augusztusának elején a Vlašić-fennsíkon a korićani Ilija Slavnić gyűjtötte össze az ellenállókat, ahol az NDH elleni felkelésre szólított fel. Öt nappal később, 1941. augusztus 7-én a Petrovo Polje erdejében több mint 200, főként Imljaniból, Korićaniból, Šipragéből és a környező falvakból érkezett felkelő gyűlt össze. Egyöntetűen arra a következtetésre jutottak, hogy felkelést kell indítani, és fel kell lépni az usztasa kormány ellen. A felkelők fokozatosan elfoglalták az Orbász, a Vrbanja és az Ugra folyók, valamint a Vlašić hegység közötti területet, ahol megzavarták a telefon-, távíró- és közúti kommunikációt. A Šiprage régióból elsőként Omer és Mustafa Šipraga, Obrad Josipović, Huso Hasić, Hakija Lozić, Ljuboje Arsenić és mások csatlakoztak a felkelők partizán egységeihez. Népi Felszabadítási Bizottság Ismet Hadžiselimović vezetésével működött a településen.
1944. január 6-án (a Stopan és Kerle felé vezető helyi utak kereszteződésében) az ellenséges erők áttörték a partizán védelmi vonalat, és január 7-én behatoltak Šiprage központjába. A partizán védelmi vonalakat a Crkvenica és Stopanski potok közötti gerincen egy elit német különleges alakulat lepte meg, amely az automata fegyverek heves tüzében síléceken ereszkedett le a hegy lejtőjén. Az ellenséges offenzíva után, tíz nappal később, 1944. január 15-én a partizán kórház visszatért Šipragébe. Draža Mihailović csetnikjei két napon keresztül, 1945. április 26-án és 27-én nyugat felé menekülve próbáltak áttörést elérni Šipragén, de ismét vereséget szenvedtek, és visszaszorultak Travnik felé.
1992-ben a Boszniai Szerb Köztársaság hadserege, a rendőrség és a félkatonai erők elpusztították a Vrbanja völgyében található összes bosnyák és horvát települést Kruševo Brdótól Banja Lukáig elpusztították, a helyi lakosságot pedig megölték vagy száműzték.

 A háború alatt a település központjában (a helyi közigazgatás egykori székhelyén) ortodox templom épült.
A boszniai háborút lezáró daytoni békeszerződést követő területfelosztásnál Kotor-Varoš község részeként a Szerb Köztársaság területéhez került. 1996 után a luxemburgi kormánynak és katonáknak, azaz a BELUGA zászlóaljnak (rövidítve: Belgium – Luxemburg – Görögország – Ausztria; az EUFOR-SFOR keretein belül) köszönhetően a Šiprage környéki bosnyák falvak többségét, és magát Šipragét is, részben újjáépítették.

## Oktatás
„Petar Kočić” Általános Iskola

## Nevezetességei
- Crkvina – római település és késő ókori bazilika maradványai. A római település maradványai mintegy egy hektáros területen szóródnak szét. A maradványok korát a 2. - 4. századra tették. A maradványok között 1890-91-ben egy késő ókori bazilika maradványait is kiásták. Az épület narthex-szel, templomhajóval, félköríves apszissal és az északi oldalon sekrestyével rendelkezett. Ebből a falak és az apszis egy részét tárták fel. Az apszisban faragott kereszt és rozetta maradványait találták. A bazilika korát az 5. – 6. századra tették.[16]
- A Crkvenica és a Vrbanja összefolyásánál egy szarkofág alakú stećakot találtak. A sírkő egy késő középkori temető maradványa, melynek többi része elpusztult.[16]
- A település mecsete
- A Szentháromság tiszteletére szentelt ortodox temploma.

## Fordítás
- Ez a szócikk részben vagy egészben  a(z)   Šiprage című bosnyák Wikipédia-szócikk ezen változatának fordításán alapul.  Az eredeti cikk szerkesztőit annak laptörténete sorolja fel. Ez a jelzés csupán a megfogalmazás eredetét és a szerzői jogokat jelzi, nem szolgál a cikkben szereplő információk forrásmegjelöléseként.